# Beobachtungsturm der Grenztruppen der DDR

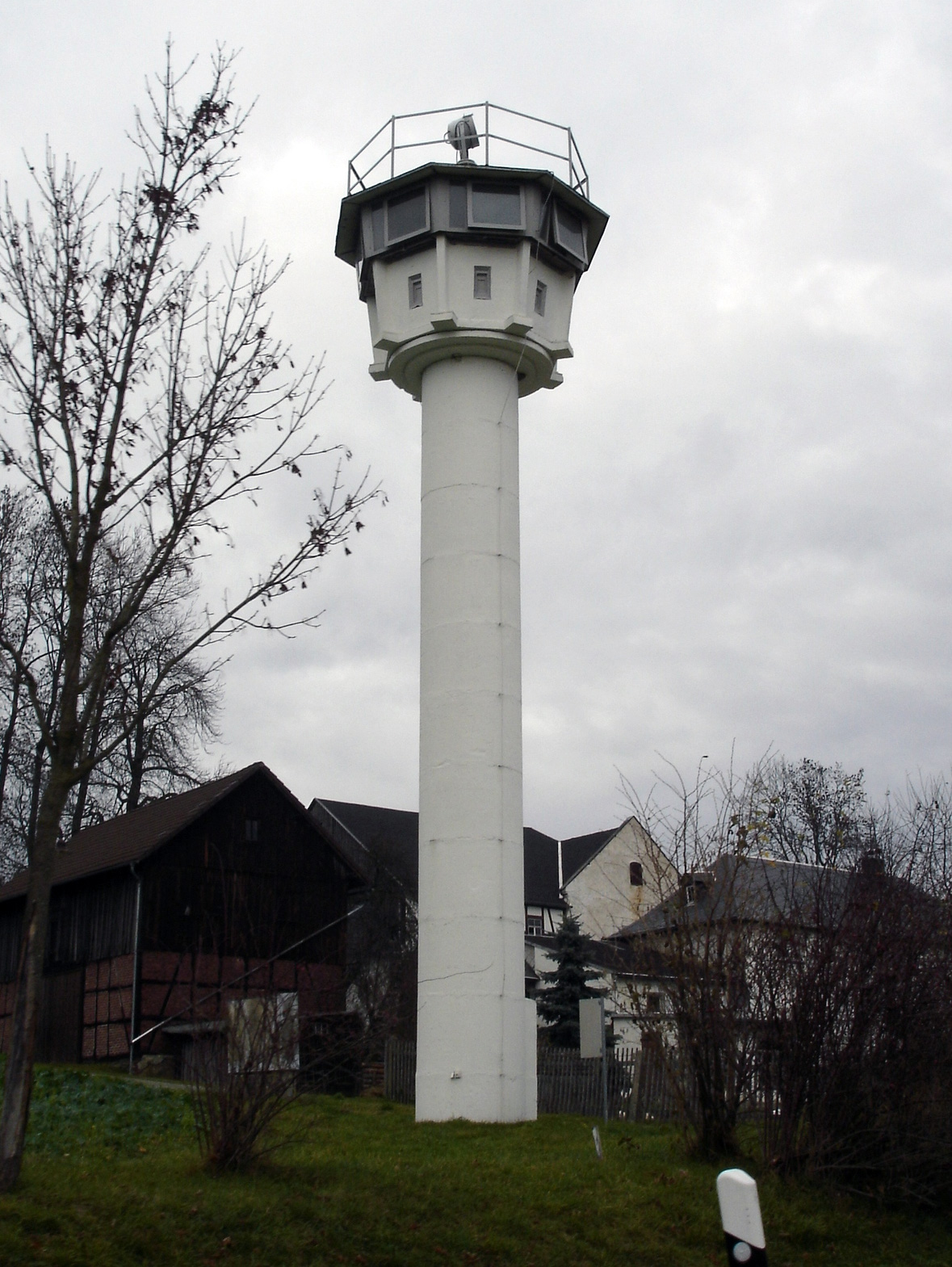
Beobachtungsturm (BR), zylindrisch (11 Meter)

Ein Beobachtungsturm oder kurz B-Turm war ein Wachturm der DDR-Grenztruppen an der Innerdeutschen Grenze und an der Ostseeküste.

## Geschichte

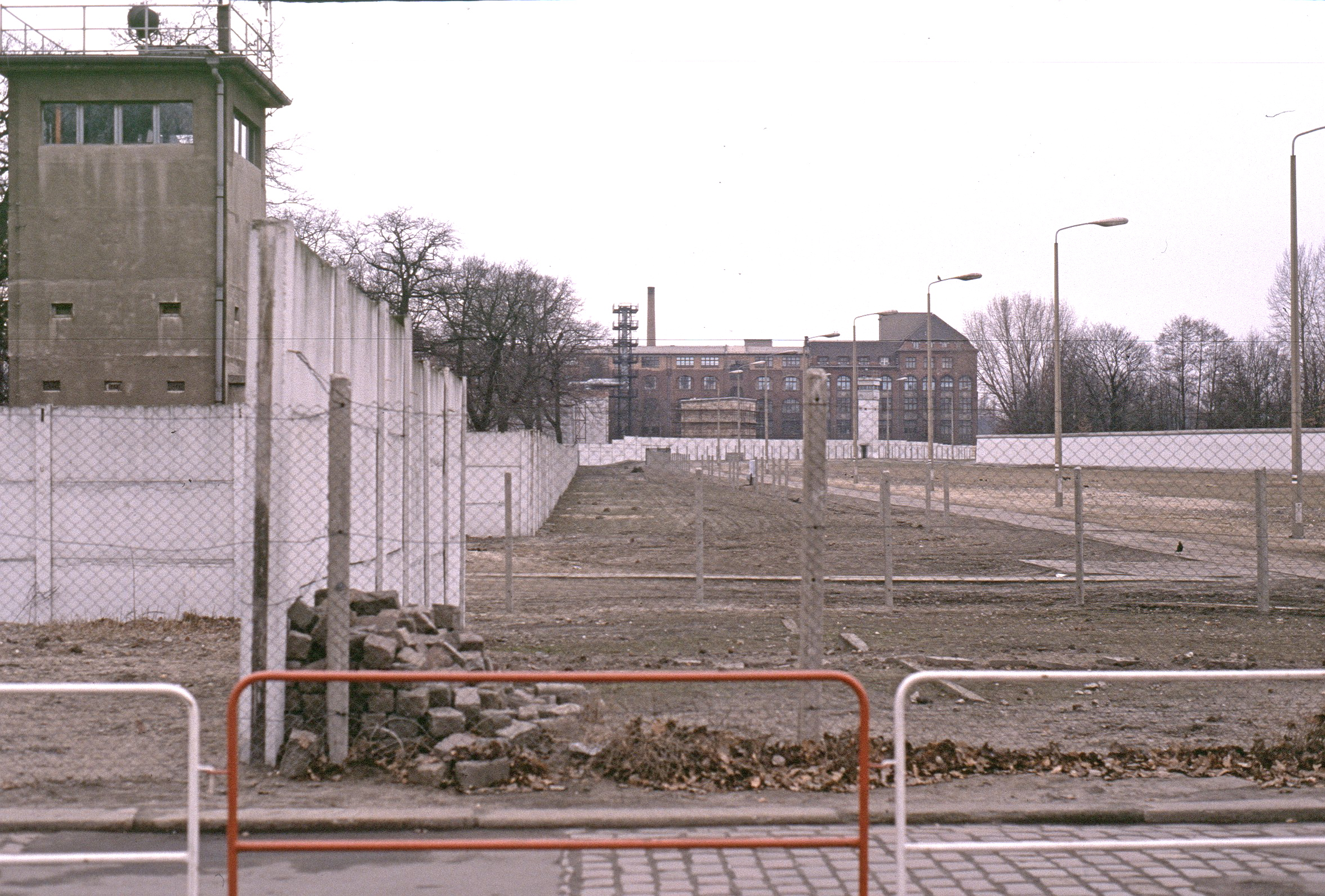
Todesstreifen mit unterschiedlichen Beobachtungstürmen am Schlesischen Busch in Berlin, kurz nach Öffnung der Mauer im November 1989

Mit Errichtung und Ausbau der Sperranlagen an der Innerdeutschen Grenze waren Beobachtungstürme oder Grenztürme ein wichtiger Bestandteil des Grenzsicherungssystems. Die Türme dieser Art dienten in der DDR hauptsächlich dazu, die Flucht von DDR-Bürgern zu verhindern und befanden sich meistens unmittelbar hinter den vordersten Grenzanlagen (Grenzzaun oder Grenzmauer). Die ursprünglich aus Holz errichteten Beobachtungstürme wurden ab etwa 1969 durch Betontürme ersetzt. Diese Türme bestanden aus vorgefertigten Betonelementen und einer Beobachtungskanzel. Versetzte Metallleitern führten über zwei bis drei Zwischenebenen aus geriffelten Stahlblechböden nach oben. Die Kanzel bot Platz für vier bis fünf Soldaten. Neben den Sitzgelegenheiten und Waffenständer gehörten Luftfilteranlage, Signalmittel, Dienstbuch und Kartenmaterial sowie das Kennzeichenverzeichnis des BGS zur Ausstattung. Eine Fernmeldestandleitung zum Grenzmeldenetz und die Elektroheizung sowie Notfall- und Rettungsausrüstung waren zur Verbindung und Versorgung vorhanden. Für den besonderen Fall stand eine Abseilhilfe zur Verfügung. Die Dachterrasse war durch eine Stahlrohrreling gesichert und konnte über eine verschließbare und luftdichte Stahlblech-Luke betreten werden. Auf der Dachterrasse befand sich ein schwenk- und fernbedienbarer Suchscheinwerfer (Elevation ± 90 Grad, Azimut 360 Grad).
Auch an der Seegrenze der DDR an der Ostsee wurden durch die Grenzbrigade Küste Beobachtungstürme errichtet. Mit den aufgesetzten Scheinwerfern konnte man bei Nacht und entsprechenden Wetterbedingungen die gesamte Küstenlinie und die küstennahe Ostsee nach Flüchtlingen absuchen.
Nach der Öffnung der Grenze im Herbst 1989 und dem anschließenden Abbau der Grenzanlagen wurden auch die meisten Beobachtungstürme abgerissen. Heute findet man entlang der ehemaligen Grenze noch einige Türme, die als Teil von Grenzmuseen auch besichtigt werden können. Einige Türme befinden sich auch in privatem Besitz.

## Typen

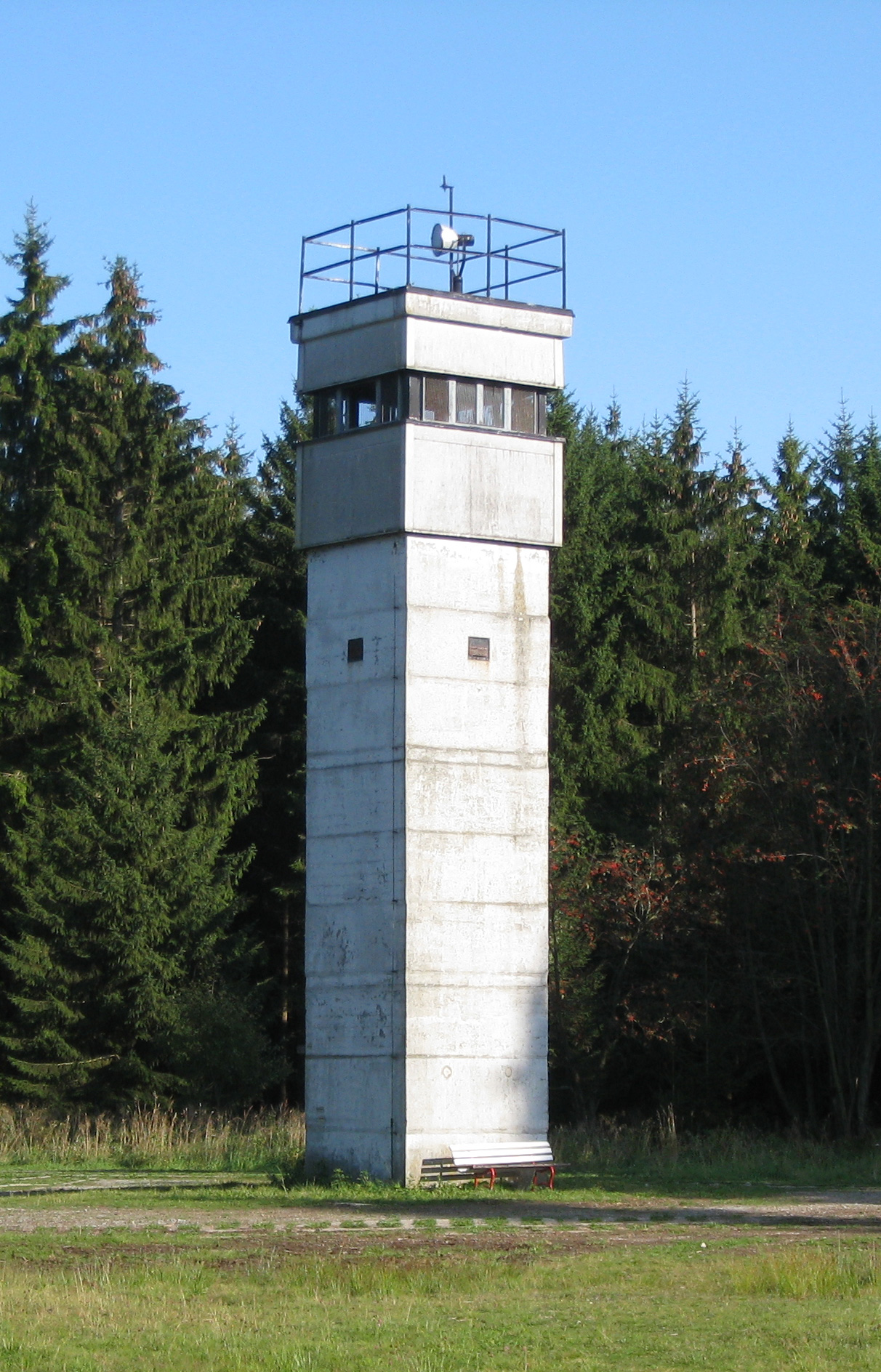
Beobachtungsturm BT-9, rechteckig (9 Meter)

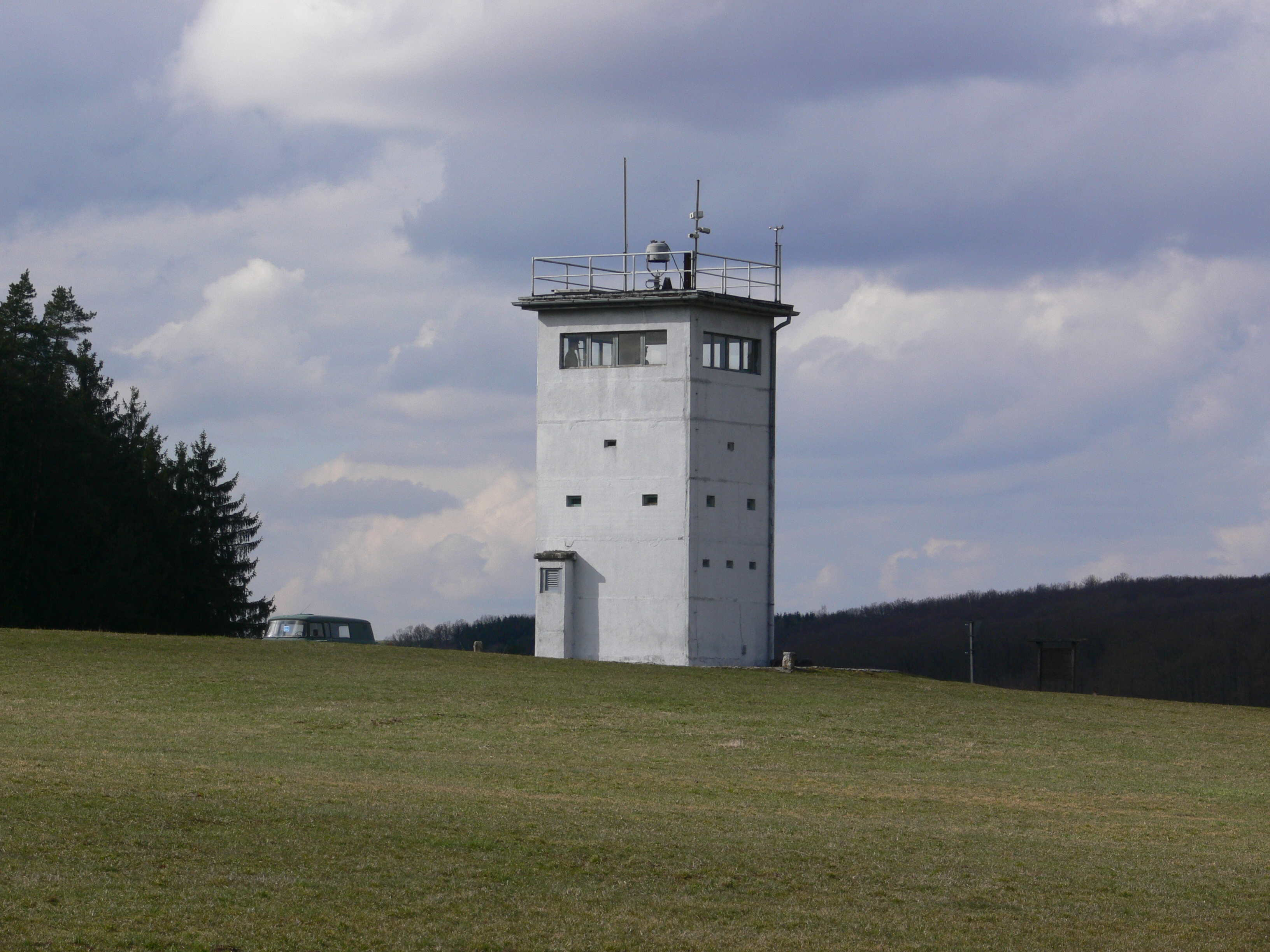
Führungsstelle bei Behrungen in Thüringen

### BT-11
Die ersten Türme bestanden aus kreisrunden Betonteilen und einer achteckigen Beobachtungskanzel. Auf Grund der durchschnittlichen Höhe von elf Meter wurden sie BT-11 genannt. Je nach geografischen Besonderheiten konnten sie auch eine geringere Höhe aufweisen und hatten dann eine andere Typenbezeichnung (z. B. BT-6). Diese ersten Türme verfügten meist noch nicht über besondere Ausstattungsmerkmale, hatten aber meist einen Stromanschluss und einen aufgesetzten Scheinwerfer. Über eine Innenleiter war die Kanzel zu erreichen. Diese Türme durften bei besonderen Wetterbedingungen nicht mehr betreten werden. Einzelne dieser Türme waren als Führungsstelle konzipiert und waren zusätzlich mit einem unterirdischen Bunker versehen. In diesen Bunkern waren die nachrichtentechnischen Anlagen für den Grenzabschnitt untergebracht, sowie Platz für eine Alarmgruppe, die im Alarmfall schnell einsatzbereit war.

### BT-9
Ab den 1970er Jahren wurden aus Sicherheitsgründen Türme mit quadratischem Querschnitt errichtet und hatten meist eine Höhe von neun Meter. Diese Türme hatten ein Außenmaß von zwei Meter und wurden auch als BT 2×2 bezeichnet. Die Beobachtungskanzel war in den Turm integriert und auf dem Dach war ein Scheinwerfer installiert sowie zusätzlich eine Antennenanlage. Angeschlossen war der Turm an das Strom- und Grenzmeldenetz. Die Stahltüren zum Betreten waren stets zum Staatsgebiet der DDR ausgerichtet, um nicht eingesehen werden zu können.

### BT 4×4
Ab etwa 1980 wurden als Ersatz für die alten unterirdischen Führungsstellen größere Beobachtungstürme errichtet. Mit den quadratischen Außenmaßen von etwa vier Meter hatten sie eine Höhe von rund neun Meter. Diese Türme hatten mehrere Etagen. Die obere Etage war nicht nur ein Beobachtungsposten, sondern mit entsprechend ausgerüsteten Signal- und Kommunikationsanlagen ausgestattet. Ständig besetzt, konnte von hier ein bestimmter Grenzabschnitt überwacht werden. In der mittleren Etage war Platz für eine Alarmgruppe. Im Untergeschoss und in der Kellerebene befanden sich weitere technische Anlagen. Auf dem Dach war ebenfalls ein Suchscheinwerfer angebracht.

### Alternative Beobachtungsposten

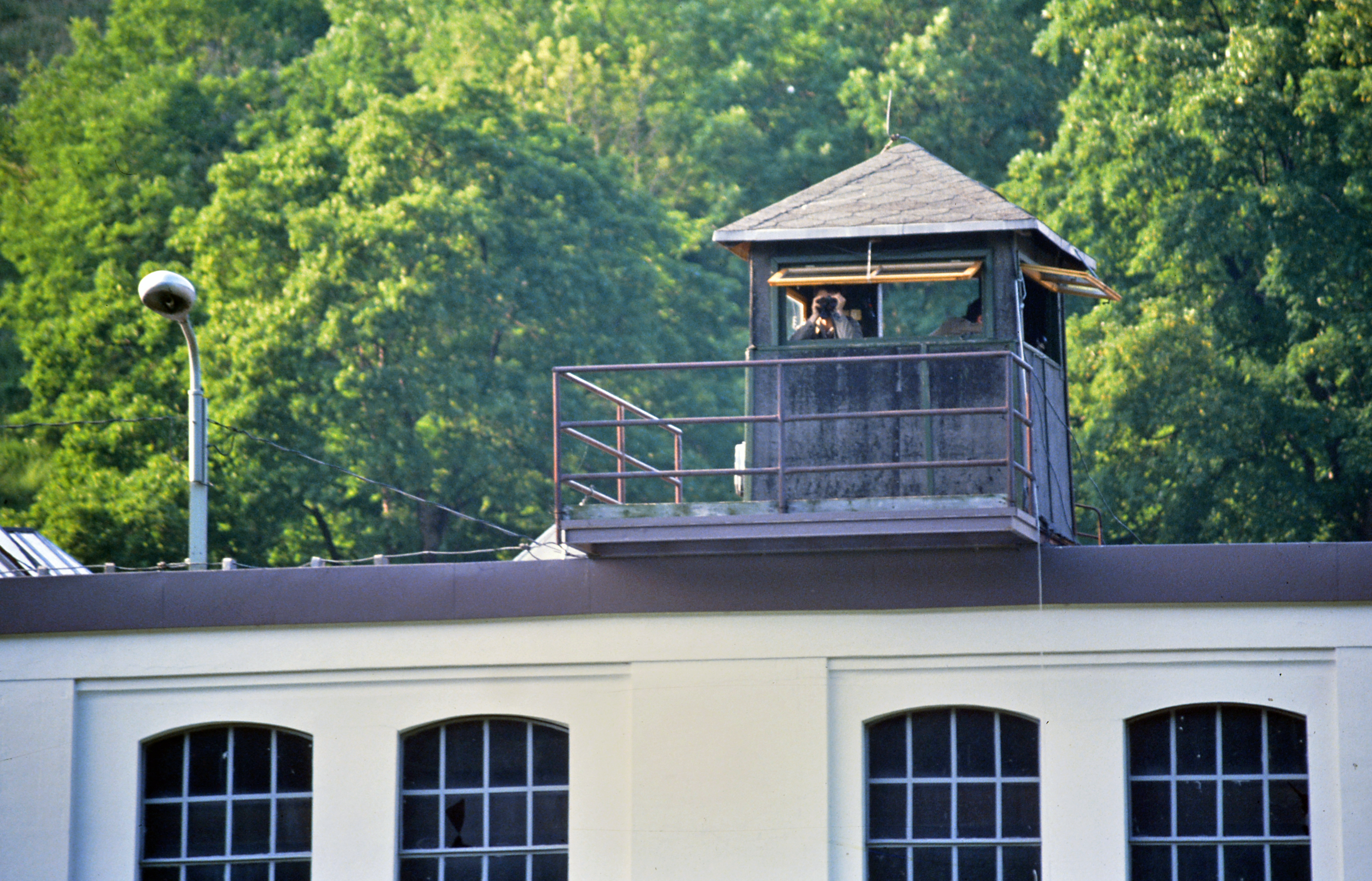
In Blankenstein an der Saale befand sich dieser Beobachtungsposten

An Orten mit besonderen Gegebenheiten errichtete man auch von der Norm abweichende Beobachtungsstellen. So integrierte man in der Grenzmauer in Mödlareuth einen Beobachtungsposten. In Wahlhausen befand sich ein größeres LPG-Gebäude unmittelbar am Ufer der Werra. Da hier keine Grenzanlagen errichtet werden konnten, baute man in die Außenwand des Gebäudes einen Beobachtungsstand, das sogenannte Schwalbennest. In Blankenstein an der Saale wurde wegen der Grenznähe eines Fabrikgebäudes ebenfalls auf dem Gebäude ein Beobachtungspunkt gebaut.

## Führungsstelle
Im Allgemeinen gehörte zu jeder Grenzkompanie eine Führungsstelle (FÜSt), sie diente der Koordinierung und Führung eines bestimmten Grenzabschnittes entlang der innerdeutschen Grenze. Als Führungstelle wurden zunächst auch Grenztruppengebäude genutzt, mit Errichtung der grenznahen Betontürme wurden sie hier hin verlegt. Türme vom Typ BT-11 wurden wegen der geringen Größe der Beobachtungskanzel des Turmes zusätzlich mit einem unterirdischen Bunker (FB 3) ausgestattet. Ab Ende der 1970er Jahre wurden die BT 4x4 als Führungsstelle gebaut. Hier lief das Signalsystem des Grenzabschnittes zusammen (unter anderem für den Grenzsignalzaun, die Tore, Wasserdurchlässe), das Grenzmeldenetz und das Kommunikations- und Nachrichtensystem der Kompanie. Von hier wurden die Grenztore überwacht, durch die der Grenzstreifen betreten oder befahren werden konnte. Bei bestimmten Vorkommnissen wurde von hier der Alarm ausgelöst und die Alarmgruppe konnte sofort in den betroffenen Grenzabschnitt ausrücken.
Im Gegensatz zu den normalen Grenztürmen waren die Führungsstellen ständig besetzt, mit einem Kommandeur Grenzsicherung und einem oder mehreren Posten. Zu einer solchen Führungsstelle gehörte noch ein Fahrzeugstellplatz, der unmittelbar an den Kolonnenweg angeschlossen war.

## Weitere Beobachtungstürme an der innerdeutschen Grenze

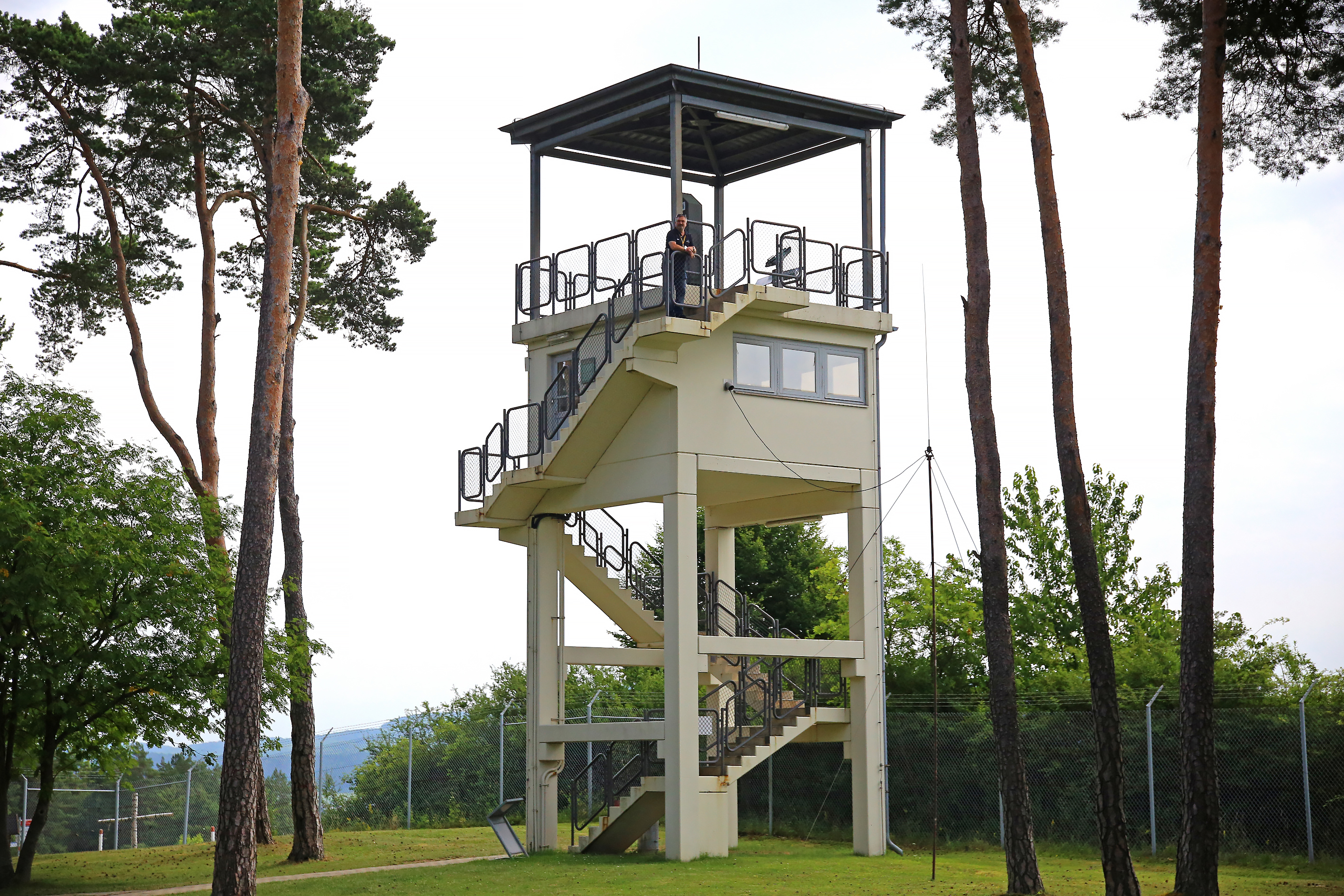
Beobachtungsturm der amerikanischen Truppen am Point Alpha

An der Innerdeutschen Grenze befanden sich nicht nur die Grenztürme unmittelbar am Grenzzaun, sondern auch an den Grenzübergangsstellen zur Überwachung des Grenzverkehrs. Im Sperrgebiet vor der eigentliche Grenze wurden in größeren Abständen weitere Beobachtungstürme gebaut. Sie unterstanden aber nicht den Grenztruppen, sondern der Volkspolizei mit ihren Gruppenposten Grenze. Diese Türme waren nicht ständig besetzt und dienten der Überwachung des Verkehrs und besonderer Vorkommnisse im Sperrgebiet. In der Nähe von Grenzbahnhöfen gab es Beschaubrücken.
Auch auf bundesdeutscher Seite wurden durch US-amerikanische Truppen Beobachtungsstützpunkte in größeren Abständen an der Grenze errichtet, wie dem Point Alpha in der Rhön. Diese Stützpunkte dienten der rein militärischen Aufklärung und Beobachtung der Armeen der Warschauer Vertragsorganisation im sogenannten Fulda Gap. Die insgesamt vier US Camps an der innerdeutschen Grenze waren jeweils mit einem Beobachtungsturm versehen, heute können diese Türme nur noch bei Point India und Point Alpha besichtigt werden.
Für Besuchergruppen wurden an bestimmten Orten entlang der innerdeutschen Grenze sogenannte Grenzinformationsstellen eingerichtet, an welchen auch Beobachtungsplattformen oder kleinere Türme standen. Dies löste bisweilen den Argwohn der Stasi aus. Sie umschrieb derartige Einrichtungen mit Revanchistenturm.

## Liste von noch existierenden Grenztürmen
- Ostsee-Grenzturm Barhöft
- Ostsee-Grenzturm Börgerende
- Ostsee-Grenzturm Kühlungsborn
- Grenzturm Katharinenberg
- Grenzturm Nieder Neuendorf
- Naturschutzturm Hohen Neuendorf, ehemalige Führungsstelle Bergfelde
- Grenzturm Gompertshausen
- Führungsturm bei Neu Bleckede
- Führungsturm bei Darchau (Amt Neuhaus)
- Grenzturm Lenzen (Elbe)
- Grenzwachturm Cumlosen (Elbe)[5]
- Wachturm (Morsleben)
- Wachturm (Hötensleben)
- Grenzturm auf dem Karnberg
- Grenzturm bei Heinersgrün
- Grenzturm Vacha
- Grenzturm im Freilandmuseum Sorge/Harz
- Führungsturm Empfertshausen
- Führungsstelle Kieler Eck (Berlin, Gedenkstätte Günter Litfin)